# Helinho (criminoso)
Hélio José Muniz Filho (Camaragibe, 22 de junho de 1977 — Recife, 15 de janeiro de 2001), também conhecido como Helinho foi um assassino em série brasileiro.
Hélio foi acusado de assassinar pelo menos 65 criminosos (na visão do povo, não se sabe se todos eram bandidos), e em 1997 foi preso no Presídio Professor Aníbal Bruno, um dos mais perigosos presídios da cidade do Recife. Ele ficou conhecido pelo filme cujo personagem é baseado em sua vida: o documentário "O Rap do Pequeno Príncipe Contra as Almas Sebosas", de 2001 onde fala de sua vida no crime. Hélio foi assassinado com 24 anos de idade, por três detentos do Presídio Professor Aníbal Bruno no que cumpriu sua pena até o ano de 2001. Ele foi assassinado por três detentos, Augusto Marques de Oliveira, 23 anos, Cláudio Da Silva, 18 anos, e Marcelo Carlos de Lima, esses o esfaquearam no pescoço, costela e braço com um estilete ou faca, ele foi levado ao Hospital Otávio de Freitas no Recife, mas não resistiu aos ferimentos e morreu. Hélio, que era chaveiro do pavilhão J, de segurança por abrigar 63 detentos perigosos, iria fechar a cela 7 quando os três indivíduos partiram pra cima dele, contou o diretor-adjunto do presídio, tenente Antônio Soares. A retirada do ferido provocou tumulto entre os visitantes, que saíram em correria. Funcionários da Secretaria da Justiça, que realizavam o cadastramento de familiares de presos, tiveram que encerrar o trabalho.

## História
Hélio José Muniz Filho, disse que confessou ter assassinado entre 60 e 65 pessoas porque sofreu ameaças da Polícia civil, da Delegacia do Cordeiro no Recife. A afirmação foi feita durante audiência ao juiz de plantão da 1ªVara Criminal, Adeildo Lemos, recomendou que a direção do presídio Aníbal Bruno ficasse atenta ao detido porque ele disse que pretende se enforcar. "Também vou recomendar que ele seja submetido a um exame de sanidade mental".
Hélio Muniz confessou, na polícia, que era líder de uma quadrilha de justiceiros, após ter sido detido no município de Paudalho no estado de Pernambuco. Ele disse que pretendia viajar para Carpina com objetivo de matar um homem identificado como Rui. O juiz decretou sua prisão pelos assassinatos de Fabiana Cristina da Silva, 13 anos, e de Luís Gonzaga Aquino 28 anos. Hélio prestou informações ao juiz no processo referente ao assassinato de Luiz Gonzaga Aquino, ocorrido no dia 16 de setembro de 1994, na favela do Detran, em Iputinga. Além dele, também é acusado de ter praticado o crime João Ricardo Ramos da Silva, conhecido como Coquito, que está foragido. A Polícia apurou que eles praticaram o crime para recuperar uma bicicleta roubada pela vítima. Após matar Luiz Gonzaga Aquino, levaram dele o relógio e a pulseira.
O juiz deixou claro que a Justiça só decretou dois mandados de prisão contra Hélio, apesar dele ser citado em outros casos, somente neste dois casos a polícia forneceu subsídios suficientes para isto. Acrescentou que a próxima audiência do processo em que Luiz Gonzaga é vítima será para ouvir as testemunhas da Promotoria.